# 사운드홀릭
사운드홀릭(영어: soundholic)은 대한민국의 음반 레이블으로, 자우림의 멤버 구태훈이 설립하였다. 또한 라이브 클럽인 사운드홀릭시티도 운영하고 있다.

## 소속 음악가
- 고고보이스
- 도트
- 레이디큐브
- 로켓트리
- 루비스타
- 바스커션
- 백새은
- 이선규, 김진만, 구태훈, 김윤아(자우림)
- 슈퍼 키드
- 전기뱀장어
- 정희주
- 커먼그라운드
- 포스트 패닉
- 후후